# Promozione 1949-1950 (Lega Interregionale Sud)
Lega Interregionale Sud fu l'ente della F.I.G.C. che gestì il campionato di Promozione nella stagione sportiva 1949-1950. La manifestazione fu organizzata dalla Lega Interregionale Sud avente sede a Napoli. Nella giurisdizione della Lega ricadevano le società aventi sede nell'Italia meridionale.
Il regolamento metteva in palio 2 posti per la Serie C, da individuarsi nelle migliori squadre di un triangolare di fine stagione fra le vincenti dei tre gruppi. Questa striminzita dotazione suscitò subito polemiche, dato che non corrispondeva alle ben cinque retrocessioni previste nel corrispondente girone meridionale della sovrastante terza serie. L'occasione per un esito più generoso fu data dall'insolvibile stallo a cui andò incontro il triangolare finale. La Casertana, che aveva avuto la peggio solo al sorteggio, fu comunque premiata dalla Federazione insieme all'Avellino, sconfitto agli spareggi ma soprattutto ancora in contenzioso con gli organi federali per la condanna a tavolino subita l'anno prima.
Non meno complessa la definizione delle retrocessioni, dato che se il blocco dei ripescaggi dell'estate 1949 avrebbe potuto far intravedere la necessità di un minor numero di relegazioni per reintegrare gli organici, al contrario la FIGC preannunciò un piano di ulteriore riduzione dei quadri. Fu dunque solo alla fine del torneo che Lega e Federazione definirono la retrocessione di tutte le squadre piazzate al 15º posto più le due perdenti di un triangolare fra le quattordicesime.

## Girone M

### Classifica finale
|  | Pos. | Squadra        | Pt | G  | V  | N | P  | GF | GS |
|  | ---- | -------------- | -- | -- | -- | - | -- | -- | -- |
|  | 1.   | Casertana      | 45 | 28 | 19 | 7 | 2  | 77 | 21 |
|  | 2.   | Avellino       | 45 | 28 | 20 | 5 | 3  | 73 | 26 |
|  | 3.   | Paganese       | 31 | 28 | 12 | 7 | 9  | 55 | 44 |
|  | 3.   | Portici        | 31 | 28 | 11 | 9 | 8  | 58 | 49 |
|  | 3.   | SET Napoli     | 31 | 28 | 12 | 7 | 9  | 48 | 46 |
|  | 6.   | Turris         | 30 | 28 | 12 | 6 | 10 | 60 | 46 |
|  | 6.   | Puteolana      | 30 | 28 | 13 | 4 | 11 | 56 | 55 |
|  | 8.   | Gladiator      | 27 | 28 | 10 | 7 | 11 | 51 | 40 |
|  | 9.   | Ilva Bagnolese | 26 | 28 | 11 | 4 | 13 | 53 | 51 |
|  | 9.   | Acerrana       | 26 | 28 | 9  | 8 | 11 | 48 | 50 |
|  | 9.   | Maddalonese    | 26 | 28 | 9  | 8 | 11 | 41 | 46 |
|  | 12.  | Ercolanese     | 22 | 28 | 8  | 6 | 14 | 40 | 56 |
|  | 13.  | Angri          | 20 | 28 | 6  | 8 | 14 | 35 | 66 |
|  | 14.  | Frattese       | 18 | 28 | 6  | 6 | 16 | 35 | 68 |
|  | 15.  | Sorrento (-1)  | 11 | 28 | 2  | 8 | 18 | 28 | 94 |

Legenda:
      Ammesso allo spareggio di qualificazione.
      Retrocesso in Prima Divisione 1950-1951.
 Ammesso agli spareggi salvezza intergirone.
Note:
Due punti a vittoria, uno a pareggio, zero a sconfitta.
Il Sorrento è stato penalizzato con la sottrazione di 1 punto in classifica.
La Casertana ha ottenuto l'ammissione alla fase finale dopo aver vinto lo spareggio con l'ex aequo Avellino.
L'Avellino è poi stato ammesso in Serie C.

### Risultati

#### Spareggio per ammissione alla fase finale
|          | Risultati |           | Luogo e data           |
| -------- | --------- | --------- | ---------------------- |
| Avellino | 1-2       | Casertana | Napoli, 11 giugno 1950 |
|          |           |           |                        |

## Girone N

### Aggiornamenti
La Società Sportiva Armando Diaz si è fusa con la concittadina Unione Sportiva Biscegliese, nell'Associazione Sportiva Bisceglie.

### Classifica finale
|  | Pos. | Squadra              | Pt       | G  | V  | N | P  | GF | GS |
|  | ---- | -------------------- | -------- | -- | -- | - | -- | -- | -- |
|  | 1.   | Toma Maglie          | 35       | 26 | 15 | 5 | 6  | 48 | 27 |
|  | 2.   | Campobasso           | 32       | 26 | 15 | 2 | 9  | 65 | 33 |
|  | 2.   | Molfetta             | 32       | 26 | 15 | 2 | 9  | 65 | 33 |
|  | 4.   | Potenza              | 31       | 26 | 13 | 5 | 8  | 38 | 31 |
|  | 5.   | Martina              | 29       | 26 | 12 | 5 | 9  | 38 | 39 |
|  | 5.   | Ariano               | 29       | 26 | 12 | 5 | 9  | 29 | 29 |
|  | 7.   | Bisceglie            | 28       | 26 | 12 | 4 | 10 | 44 | 35 |
|  | 8.   | Incedit              | 27       | 26 | 11 | 5 | 10 | 34 | 39 |
|  | 9.   | Barletta             | 25       | 26 | 11 | 3 | 12 | 56 | 51 |
|  | 10.  | Audace Monopoli      | 22       | 26 | 9  | 4 | 13 | 38 | 53 |
|  | 11.  | Bitonto              | 21       | 26 | 8  | 5 | 13 | 38 | 66 |
|  | 12.  | Audace Cerignola     | 20       | 26 | 8  | 4 | 14 | 38 | 53 |
|  | 13.  | Manduria             | 18       | 26 | 8  | 2 | 16 | 34 | 45 |
|  | 14.  | Lucera               | 15       | 26 | 5  | 5 | 16 | 33 | 57 |
|  | ---  | San Pietro Vernotico | Ritirato |    |    |   |    |    |    |

Legenda:
      Qualificato alla fase finale.
      Retrocesso in Prima Divisione 1950-1951.
 Qualificato agli spareggi salvezza intergirone.
Note:
Due punti a vittoria, uno a pareggio, zero a sconfitta.

## Girone O

### Classifica finale
|  | Pos. | Squadra               | Pt       | G  | V | N | P | GF | GS |
|  | ---- | --------------------- | -------- | -- | - | - | - | -- | -- |
|  | 1.   | U.S. Nissena 1929     | 41       | 26 |   |   |   |    |    |
|  | 2.   | Agrigento             | 39       | 26 |   |   |   |    |    |
|  | 3.   | Caltagirone           | 38       | 26 |   |   |   |    |    |
|  | 4.   | Palmese               | 36       | 26 |   |   |   |    |    |
|  | 5.   | Notinese              | 29       | 26 |   |   |   |    |    |
|  | 5.   | Enna                  | 29       | 26 |   |   |   |    |    |
|  | 7.   | Folgore Castelvetrano | 26       | 26 |   |   |   |    |    |
|  | 8.   | Vigor Nicastro (-1)   | 25       | 26 |   |   |   |    |    |
|  | 9.   | Mazara (-1)           | 21       | 26 |   |   |   |    |    |
|  | 10.  | Naxos (-1)            | 20       | 26 |   |   |   |    |    |
|  | 10.  | Spadaforese (-2)      | 20       | 26 |   |   |   |    |    |
|  | 12.  | Sciacca               | 15       | 26 |   |   |   |    |    |
|  | 13.  | Canicattì             | 11       | 26 |   |   |   |    |    |
|  | 14.  | Termini (-1)          | 8        | 26 |   |   |   |    |    |
|  | ---  | Licata                | Ritirato |    |   |   |   |    |    |

Legenda:
      Qualificato alla fase finale.
      Retrocesso in Prima Divisione 1950-1951.
 Qualificato agli spareggi salvezza intergirone.
Note:
Due punti a vittoria, uno a pareggio, zero a sconfitta.
Vigor Nicastro, Mazara, Naxos e Termini penalizzati con la sottrazione di 1 punto, Spadaforese con la sottrazione di 2 punti in classifica.

## Spareggi salvezza intergirone
Termini Imerese rinunciatario e quindi retrocesso in Prima Divisione 1950-1951.
|          | Risultati  |          | Luogo e data                   |  |
| -------- | ---------- | -------- | ------------------------------ |  |
| Lucera   | 3 - 3      | Frattese | Lucera, 18 giugno 1950         |  |
| Frattese | 1 - 1      | Lucera   | Frattamaggiore, 25 giugno 1950 |  |
| Frattese | 0 - 0 dts  | Lucera   | Campobasso, 2 luglio 1950      |  |
| Frattese | 2 - 0 tav. | Lucera   | Benevento, 9 luglio 1950       |  |
|          |            |          |                                |  |

## Finali promozione

### Prima serie di gare
|             | Risultato |             | Luogo e data                  |  |
| ----------- | --------- | ----------- | ----------------------------- |  |
| Nissena     | 3 - 1     | Toma Maglie | Caltanissetta, 11 giugno 1950 |  |
| Toma Maglie | 0 - 1     | Casertana   | Maglie, 18 giugno 1950        |  |
| Casertana   | 4 - 1     | Nissena     | Caserta, 25 giugno 1950       |  |
| Toma Maglie | 5 - 0     | Nissena     | Maglie, 29 giugno 1950        |  |
| Casertana   | 0 - 1     | Toma Maglie | Caserta, 2 luglio 1950        |  |
| Nissena     | 3 - 0     | Casertana   | Caltanissetta, 9 luglio 1950  |  |
|             |           |             |                               |  |

#### Classifica finale
|  | Pos. | Squadra     | Pt | G | V | N | P | GF | GS |
|  | ---- | ----------- | -- | - | - | - | - | -- | -- |
|  | 1.   | Toma Maglie | 4  | 4 | 2 | 0 | 2 | 7  | 4  |
|  | 1.   | Casertana   | 4  | 4 | 2 | 0 | 2 | 5  | 5  |
|  | 1.   | Nissena     | 4  | 4 | 2 | 0 | 2 | 7  | 10 |

Essendosi classificate le tre finaliste ancora tutte alla pari, si rese necessaria un'altra serie di spareggi.

### Seconda serie di gare
|             | Risultato |             | Luogo e data               |  |
| ----------- | --------- | ----------- | -------------------------- |  |
| Toma Maglie | 3 - 1     | Nissena     | Cosenza, 16 luglio 1950    |  |
| Nissena     | 2 - 1     | Casertana   | Catania, 23 luglio 1950    |  |
| Casertana   | 3 - 1     | Toma Maglie | Campobasso, 30 luglio 1950 |  |
|             |           |             |                            |  |

#### Classifica finale
|  | Pos. | Squadra     | Pt | G | V | N | P | GF | GS |
|  | ---- | ----------- | -- | - | - | - | - | -- | -- |
|  | 1.   | Toma Maglie | 2  | 2 | 1 | 0 | 1 | 4  | 4  |
|  | 1.   | Casertana   | 2  | 2 | 1 | 0 | 1 | 4  | 3  |
|  | 1.   | Nissena     | 2  | 2 | 1 | 0 | 1 | 3  | 3  |

Essendosi classificate le tre finaliste ancora tutte alla pari, si rese necessaria un'ulteriore serie di spareggi.

### Terza serie di gare
|             | Risultato |             | Luogo e data            |  |
| ----------- | --------- | ----------- | ----------------------- |  |
| Nissena     | 3 - 2     | Casertana   | Cosenza, 6 agosto 1950  |  |
| Casertana   | 1 - 0     | Toma Maglie | Cosenza, 10 agosto 1950 |  |
| Toma Maglie | 2 - 1     | Nissena     | Cosenza, 13 agosto 1950 |  |
|             |           |             |                         |  |

#### Classifica finale
|  | Pos. | Squadra     | Pt | G | V | N | P | GF | GS |
|  | ---- | ----------- | -- | - | - | - | - | -- | -- |
|  | 1.   | Toma Maglie | 2  | 2 | 1 | 0 | 1 | 2  | 2  |
|  | 1.   | Nissena     | 2  | 2 | 1 | 0 | 1 | 4  | 4  |
|  | 3.   | Casertana   | 2  | 2 | 1 | 0 | 1 | 3  | 3  |

Legenda:
      Promosso in Serie C 1950-1951.
      Promosso in Serie C 1950-1951 per delibera federale.
Note:
Due punti a vittoria, uno a pareggio, zero a sconfitta.
Risoluzione finale
- Permanendo la situazione di parità, per stabilire le due squadre da promuovere in Serie C 1950-1951 fu effettuato un sorteggio con cui furono estratte Toma Maglie e Nissena.
- Date le generali proteste per l'iniquo e casuale esito del torneo, la Federazione decise poi di promuovere in Serie C anche la Casertana.